# Юрино (Шацкий район)
Юрино — село в Шацком районе Рязанской области в составе Каверинского сельского поселения.

## Географическое положение
Село Юрино расположено на Окско-Донской равнине в 18,5 км к северу от города Шацка. Расстояние от села до районного центра Шацк по автодороге — 20 км.
К северу от села расположено урочище Цыпляково (бывший населенный пункт), к северо-западу — балка Паника с песчаным карьером; к юго-востоку — большой пруд с временным водотоком Студенка (приток реки Азы), протекающим по дну балки Тростянка. Ближайшие населенные пункты — село Каверино, деревни Богданово и Пятаково (Сасовский район).

## Население
| 1989 | 2010 | 2012 |
| ---- | ---- | ---- |
| 129  | ↘43  | ↘37  |

По данным переписи населения 2010 г. в селе Юрино постоянно проживают 43 чел. (в 1992 г. — 129 чел.).

## Происхождение названия
Название села, возможно, происходит от слова «юр». В словаре В. Даля «юр» — бойкое, открытое место, где народ юрит, где всегдашняя толкотня, например, торг, базар, шумный рынок.

## История
Впервые Юрино упоминается в качестве села в писцовых книгах за 1642 г.
В 1763 г. в селе Юрино на средства прихожан вместо старой ветхой была построена новая деревянная холодная церковь во имя святых мучеников Флора и Лавра. Помимо этого жителями села особо почитался святой Михаил Архангел.
По итогам 3-й ревизии в 1764 г. село Юрино с Флоро-Лаврской церковью принадлежало 8 помещикам и в нем насчитывалось 65 дворов, в которых проживало 223 души мужского и 132 женского пола.
К 1911 г., причт Флоро-Лаврской церкви села Юрино по штату состоял из священника и псаломщика. За церковью числилось 3 дес. усадебной и 35 дес. 2100 кв. саж. пахотной земли, удобной, в 30 саженях от церкви. Земля давала годового дохода 240 руб., братский годовой доход составлял от 420 до 500 руб, причтовый капитал — 143 руб., церковный капитал — 243 руб. От казны платилось жалованье: священнику — 300 руб. и псаломщику — 100 руб. Дом у священника был церковный, а у псаломщика собственный.
В состав прихода Флоро-Лаврской церкви села Юрино входила также близлежащая деревня Рыкачевка (Рогачевка) и 3 мелких хутора.
К 1911 г., по данным А. Е. Андриевского, в селе Юрино насчитывалось 147 крестьянских дворов, в которых проживало 585 душ мужского и 629 женского пола. Жители занимались земледелием и плотницким ремеслом. Душевой надел местных крестьян составлял в среднем ¾ десятины. Помимо церкви в селе имелись церковно-приходское попечительство, начальная церковно-приходская школа, небольшая церковная библиотека в 75 томов и мельница. В селе было два постоялых двора и трактир.
К этому времени старый деревянный Флоро-Лаврский храм значительно обветшал, и в 1902—1911 гг. рядом со старым, на церковной земле, был выстроен новый каменный храм. В 1911 г. 19 декабря Благочинным 1-го Шацкого округа, священником Василием Сергиевским,  освящен придельный престол в новоустроенном храме села Юрина во имя Архистратига Михаила.
Алтарь из старого храма  Флора и Лавра был перенесен в новый, и старая деревянная церковь была разобран. По церковным метрическим книгам, до 1918 г.,  храм назывался во имя Флора и Лавра, с приделом Михаила Архангела. Здание храма в стиле эклектики, двусветный четверик с притвором, равным ему по высоте. Здание не было достроено, из-за начала в 1914 г. Первой мировой войны. Не был построен основной пятиглавый объем храма.
В 1937г.  Флоро-Лаврская церковь была закрыта, колокольня и главки купола сломаны. В настоящее время не действует.

## Транспорт
Основные грузо- и пассажироперевозки осуществляются автомобильным транспортом. Через село проходит автомобильная дорога регионального значения 61К-012 «Шацк — Касимов».

## Достопримечательности
- Храм во имя святых Флора и Лавра. Построен в 1902—1911 гг. в стиле эклектики на средства прихожан. Руинирован, уничтожены купола и колокольня, сохранился основной объем храма.[8]

## Известные уроженцы
- Василий Васильевич Стёпин (1905+1994 гг.) — выдающийся советский химик-аналитик, доктор химических наук, один из основателей Института стандартных образцов в городе Свердловске (совр. Екатеринбург).
- Тамонькин, Никифор Яковлевич (1881-1951 гг.) художник и архитектор.